# 科韋利區

科韋利區在沃倫州的位置

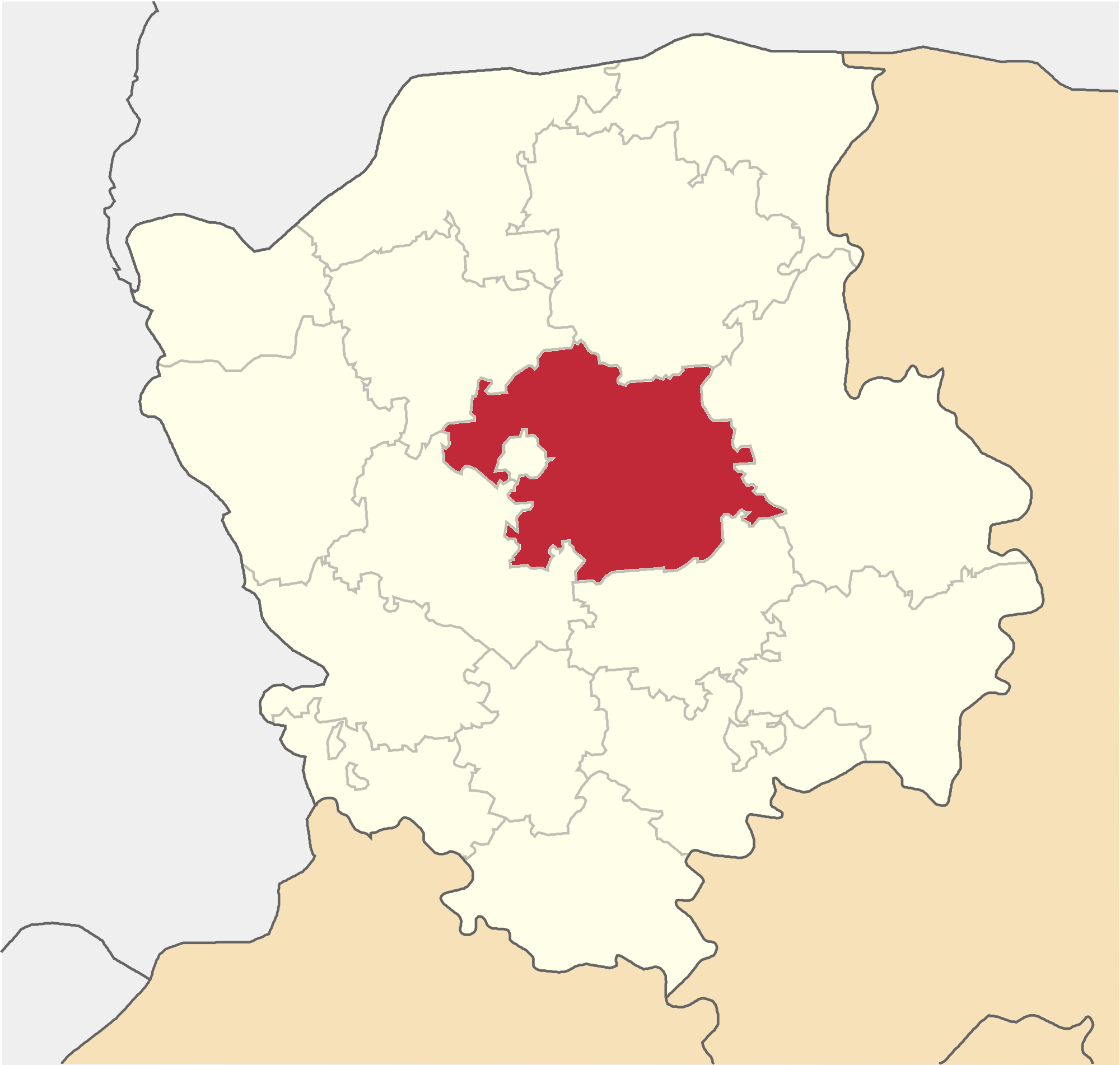
改革前科韋利區在沃倫州的位置

科韋利區（烏克蘭語：Ковельський район），是烏克蘭沃倫州的一個區，位於該國西部，行政中心設於科韋利，面積为7,647.9平方公里，2021年人口数量为268,082人。

## 历史
2020年7月18日乌克兰施行了行政区划改革，沃倫州的区份数量减至4个，科韋利區的面积显著扩大。改革前科韋利區的面积为1,723平方公里，2020年人口数量为40,395人。

## 行政区划
科韋利區下劃分為23個市镇：
- 科韋利市鎮（烏克蘭語：Ковельська міська громада） (市級，行政中心：科韋利)
- 柳博姆利市鎮（烏克蘭語：Любомльська міська громада） (市級，行政中心：柳博姆利)
- 霍洛貝市鎮（烏克蘭語：Голобська селищна громада） (鎮級，行政中心：霍洛贝)
- 霍洛夫內市鎮 (鎮級，行政中心：霍洛夫內)
- 扎博洛特亞市鎮（烏克蘭語：Заболоттівська селищна громада） (鎮級，行政中心：扎博洛特亚)
- 盧基夫市鎮（烏克蘭語：Луківська селищна громада） (鎮級，行政中心：盧基夫)
- 柳布利內茨市鎮（烏克蘭語：Люблинецька селищна громада） (鎮級，行政中心：柳布利內茨)
- 拉特內市鎮（烏克蘭語：Ратнівська селищна громада） (鎮級，行政中心：拉特內)
- 舊維日夫卡市鎮（烏克蘭語：Старовижівська селищна громада） (鎮級，行政中心：舊維日夫卡)
- 圖里斯克市鎮（烏克蘭語：Турійська селищна громада） (鎮級，行政中心：圖里斯克)
- 沙茨克市鎮（烏克蘭語：Шацька селищна громада） (鎮級，行政中心：沙茨克)
- 韋利姆切市鎮（烏克蘭語：Велимченська сільська громада） (村級，行政中心：韋利姆切)
- 韋利茨克市鎮（烏克蘭語：Велицька сільська громада） (村級，行政中心：韋利茨克)
- 維什尼夫市鎮（烏克蘭語：Вишнівська сільська громада） (村級，行政中心：維什尼夫)
- 杜貝奇內市鎮（烏克蘭語：Дубечненська сільська громада） (村級，行政中心：杜貝奇內)
- 杜博韋市鎮（烏克蘭語：Дубівська сільська громада (Волинська область)） (村級，行政中心：杜博韋)
- 扎布羅德市鎮（烏克蘭語：Забродівська сільська громада） (村級，行政中心：扎布羅德)
- 科洛佳日內市鎮（烏克蘭語：Колодяжненська сільська громада） (村級，行政中心：科洛佳日內)
- 波沃爾斯克市鎮（烏克蘭語：Поворська сільська громада） (村級，行政中心：波沃爾斯克)
- 里夫內市鎮（烏克蘭語：Рівненська сільська громада） (村級，行政中心：里夫內)
- 薩馬里市鎮（烏克蘭語：Самарівська сільська громада） (村級，行政中心：薩馬里)
- 塞雷霍維奇市鎮（烏克蘭語：Сереховичівська сільська громада） (村級，行政中心：塞雷霍維奇)
- 斯米丁市鎮（烏克蘭語：Смідинська сільська громада） (村級，行政中心：斯米丁)